# ريناتا نوتني
ريناتا مارتينيز نوتني (بالإنجليزية: Renata Martínez Notni)‏ هي ممثلة مكسيكية. ولدت في 2 يناير 1995 في كويرنافاكا، المكسيك.

## فيلموغرافيا

### التلفاز
| سنة     | لقب                    | دور                                     | ملاحظات                                     |
| ------- | ---------------------- | --------------------------------------- | ------------------------------------------- |
| 2006-07 | كوديجو البريدية ‏       | أندريا جارزا دوران                      | لاول مرة في التلفزيون                       |
| 2008-10 | لا روزا دي غوادالوبي   | نورا / كويني                            | 2 حلقة: "إل جورامينتو" "لا فول الصويا ايمو" |
| 2008-09 | خطاف للقلب ‏            | لويزا هيرنانديز                         | الدور المساعد                               |
| 2009-10 | مار دي أمور            | كارميتا براتشو / كارمن "كارميتا" براتشو | الدور المساعد                               |
| 2011    | لا فيورزا ديل ديستينو  | يونغ لوسيا                              | 8 حلقات                                     |
| 2011    | كومو النرد ديشو        | صوفيا                                   | الحلقة: "لا أحد يعرف ما لديهم"              |
| 2011    | حبيب قلبى ‏             | ماريا سوليداد "ماريسول" لوبو باليستيروس | الدور المساعد                               |
| 2012-13 | يا له من حب جميل ‏      | بالوما                                  | الدور المساعد                               |
| 2013-14 | أريد أن أحبك ‏          | ماريانا                                 | بطل الرواية الشاب                           |
| 2015    | أمور دي باريو          | بالوما مادريجال برنال                   | بطل الرواية                                 |
| 2015    | يو كويزيرا             | كاميلا                                  | مسلسلات تلفزيونية                           |
| 2016    | حلم الحب               | باتريشيا "باتو" دي لا كولينا غيريرو     | بطل الرواية الشاب                           |
| 2017    | لعنتي الجميلة ‏         | أورورا سانشيز                           | بطل الرواية                                 |
| 2017    | في يوم من الأيام ‏      | بلانكا فالي                             | الحلقة: "بلانكا نيفيس"                      |
| 2018    | بور عمار سين لي        | سول جارسيا                              | ظهور خاص                                    |
| 2019    | فيسينوس                | غوادالوبي                               | الحلقة: "مسلسلات طويلة"                     |
| 2019    | لا بودا دي لا أبويلا   | جوليتا                                  |                                             |
| 2019-20 | الدراجون: عودة المحارب | أديلا كروز                              | الدور القيادي                               |

## روابط خارجية
- ريناتا نوتني على موقع IMDb (الإنجليزية)
- ريناتا نوتني على موقع قاعدة بيانات الفيلم (الإنجليزية)
- ريناتا نوتني على موقع كينوبويسك (الروسية)